# Czewerme
Czewerme (bułg. чеверме) – charakterystyczny dla kuchni górali rodopskich w Bułgarii sposób przygotowywania jagnięciny nad ogniskiem lub kominkiem, spożywanej zarówno na ciepło, jak i na zimno.